# Herttoniemi
Herttoniemi (schwedisch Hertonäs) ist der 43. Stadtteil (finn. kaupunginosa, Schw. stadsdel) der finnischen Hauptstadt Helsinki. Er umfasst die Teilgebiete (osa-alue) Länsi-Herttoniemi (West-Herttoniemi), Roihuvuori, Herttoniemen teollisuusalue (Industriegebiet Herttoniemi) und Herttoniemenranta. Herttoniemi ist auch der Name eines Stadtbezirks (Fi. peruspiiri, Schw. distrikt), der zusätzlich das Teilgebiet Tammisalo umfasst.